# La Huaca
La Huaca es una localidad peruana, capital del distrito homónimo perteneciente a la provincia de Paita del departamento de Piura, al norte del Perú. En el 2017 tenía una población de 4387 habitantes según el INEI.